# 1877 en baseball
Chronologie du baseball
Baseball en 1876 - Baseball en 1877 - Baseball en 1878
Les faits marquants de l'année 1877 en Baseball

## Champions

### Ligue nationale
Deuxième édition aux États-Unis du championnat de baseball de la Ligue nationale. Les Boston Red Caps s’imposent avec 42 victoires et 18 défaites. Louisville est convaincu de tricherie ; certains joueurs ont touché de l’argent de parieurs pour perdre des matches. Les joueurs impliqués sont radiés à vie.
| Ligue nationale |                           |      |      |        |      |
| Rang            | Club                      | Vic. | Déf. | % vic. | GB   |
| 1er             | Boston Red Caps           | 42   | 18   | .700   | --   |
| 2e              | Louisville Grays          | 35   | 25   | .583   | 7    |
| 3e              | Hartford Dark Blues       | 31   | 27   | .534   | 10   |
| 4e              | St. Louis Brown Stockings | 28   | 32   | .467   | 14   |
| 5e              | Chicago White Stockings   | 26   | 33   | .441   | 15.5 |
| 6e              | Cincinnati Reds           | 15   | 42   | .263   | 25.5 |

### Autres compétitions
- 30 septembre : Lowell Ladies' Men champion de la New England Association.
- 1er octobre : Syracuse Stars est champion de la New York State Championship Association.
- 2 octobre : première édition du championnat de baseball de l’International Association (États-Unis/Canada). Les Canadiens de London Temcumsehs s’imposent avec 14 victoires et 4 défaites.
- 3 octobre : Indianapolis Hoosiers champion de la Western League Alliance
- 15 octobre : Syracuse, champion de la NYSCA, bat Boston, champion de Ligue nationale, 6-0 sur un match.
- 6 novembre : fin des United States' Series : Lowell, champion de la New England Association, bat Boston, champion de Ligue nationale, par 3 victoires contre 1 défaite et 1 match nul.

## Événements
- 3 mai : début du premier championnat de la New England Association formée par cinq clubs de Nouvelle-Angleterre : Fall River Cascades, Lowell Ladies' Men, Lynn Live Oaks, Manchester Reds et Providence Rhode Islands. Chaque formation dispute 40 matches lors de cette saison inaugurale.

- 4 mai : début du premier championnat de la New York State Association formée par cinq clubs de l'État de New-York : Auburnians, Binghamton Crickets, Buffalo Bisons, Rochester Flour Citys et Syracuse Stars. Chaque formation dispute 40 matches lors de cette saison inaugurale.

- 5 mai : début du premier championnat de ligue mineure : la League Alliance. Elle est formée par douze clubs-écoles des franchises de Ligue nationale : Brooklyn Chelseas, Philadelphia Athletics, Syracuse Stars, Chicago Fairbanks, Indianapolis Hoosiers, Janesville Mutuals, Memphis Reds, Milwaukee Cream Citys, Minneapolis Browns, St. Paul Red Caps et Winona Clippers. La League Alliance est divisée en deux groupes : est et ouest.

## Naissances
- 22 janv. : Tom Jones
- 4 févr. : Germany Schaefer
- 11 mars : Norwood Gibson
- 5 avr. : Wid Conroy
- 16 mai : Art Williams
- 20 juil. : Red Kleinow
- 7 sept. : Mike O'Neill
- 9 sept. : Frank Chance
- 29 sept. : Harry Steinfeldt
- 10 oct. : Pep Deininger
- 26 oct. : Doc Newton
- 4 nov. : Tommy Leach
- 23 nov. : George Stovall, joueur de baseball américain. († 5 novembre 1951).
- 30 nov. : Tacks Latimer
- 1er déc. : Matt Broderick
- 7 déc. : Hobe Ferris